# Hans Lunding
Hans Mathiesen Lunding (Kolding, 25 febbraio 1899 – Aarhus, 5 aprile 1984) è stato un ufficiale e cavaliere danese, combattente della resistenza e direttore dell'intelligence militare in Danimarca.

## Palmarès

### Olimpiadi
- Bronzo a Berlino 1936 nel concorso completo individuale.